# هشاشة الخير: الحظ والأخلاق في التراجيديا اليونانية وفي الفلسفة
هشاشة الخير: الحظ والأخلاق في التراجيديا اليونانية وفي الفلسفة (بالإنجليزية: The Fragility of Goodness: Luck and Ethics in Greek Tragedy and Philosoph) كتاب للفيلسوفة الأمريكية مارثا نوسباوم صدر بالإنجليزية عام 1986، وباللغة العربية عن دار جداول للنشر والترجمة والتوزيع عام 2020 في 786 صفحة. هذا الكتاب عبارة عن دراسة لوجهات نظر قديمة حول «الحظ الأخلاقي». إنه يدرس المشكلة الأخلاقية الأساسية المتمثلة في أن العديد من المكونات القيمة لحياة جيدة معرضة لعوامل خارجة عن سيطرة الشخص، ويسأل كيف يؤثر ذلك على تقييمنا للأشخاص وحياتهم. قدم اليونانيون مساهمة عميقة في هذه الأسئلة، ومع ذلك لم تحظ المشاكل ولا الآراء اليونانية حولها بالاهتمام الذي تستحقه. تحتوي هذه الطبعة المحدثة على مقدمة جديدة.
تم طبع لوحة «جوزيف مالورد وليم تورنر» (1775-1851) - فراق البطل والشاب الشجاع - من يوناني موسايوس - المعرض الوطني على غلاف الكتاب.

## مفهوم الكتاب
تظل ممارسة الفلسفة بالعالم العربي مرتبطة ارتباطًا وثيقًا بالفلسفة اليونانية. كتاب «هشاشة الخير» لا يكتفي بمعالجة قضايا الخير والصداقة والنفس والعقل والسياسة والمنطق كما درج على ذلك فلاسفة الإسلام وتاريخ الفلسفة اليونانية عامة. فقد غلب المنظور المشائي أو المدرسي على دراسة الفلسفة اليونانية من خلال نظرية العقل. أمّا مارتا نوسبوم فقد أضافت منعطفًا جديدًا منهجيًا وفلسفيًا غير مسبوقين في تقديري إلى دراسة الفكر اليوناني. من جهةٍ أولى، أدمجت الفيلسوفةُ الكتاباتِ الفلسفية العقلانية داخل مناخها الثقافي التراجيدي. وهكذا، وضعت الكتابات التراجيدية التي نشرها أخيل وأوريبيديس وسوفوكل والمحاورات الأفلاطونية والمتون الأرسطية والنصوص الرواقية جنبًا إلى جنب؛ وأبرزت وجود صلة وثيقة تجمع بين الشعر والفلسفة وبين الحكي والحجة وبين الأسطورة والعقل. من جهة ثانية، كانت مارتا نوسبوم متخصصة في الأدب التراجيدي وفي الفلسفة اليونانية؛ وهو ما أهّلها إلى الخروج عن المنظور الكانطي السائد في معالجة الأخلاق والسياسة. فنحن لم نعد نتوفر على مبادئ متعالية ولا على مقدمات ضرورية وعقلية تساهم في تقويم السُّلوك وتهذيب الأخلاق والتحكم في الانفعالات والعواطف الجيّاشة. غالبًا ما تجري الرياحُ بما لا تشتهي السُّفُنُ في حياة الإنسان، وغالبًا ما نضطرُّ إلى اتخاذ قرارات صعبة لمواجهة إحراجات الوضع الإنساني. لكنَّ نوسبوم تدعونا إلى التعامل بإيجابية مع هشاشتنا التي ترتبط بأجسادنا الفانية وبحاجتنا إلى الصداقة والحُب. وهي تعتبر أنّ قرارات الحكمة العملية لا تؤدي لزومًا إلى اتخاذ مواقف واضحة ونهائية، بما أنها غامضة في طبيعتها وغير محدَّدة المعالم. لذلك انتقدت نظرية المعرفة الأفلاطونية واستثمرت متون المدرستين الأرسطية والرواقية لمعالجة قضايا الحق والخير والقانون، وفتحت بذلك المجال أمام دراسة حقوق الإنسان على نحوٍ غير مسبوق.

## مقتطفات من الكتاب

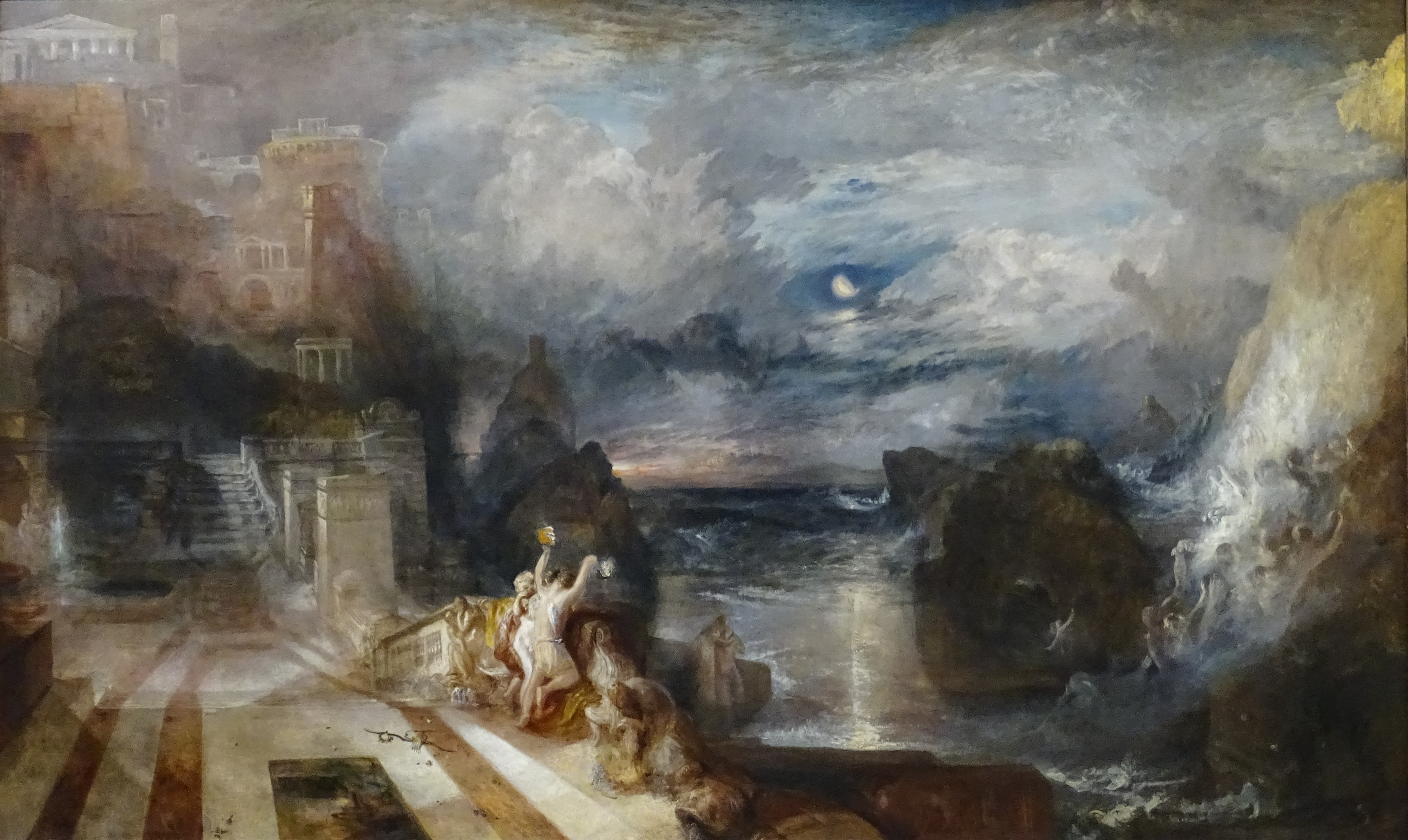
معرض لندن الوطني تيرنر هيرو وليندر

مرّت هذا العام خمس عشرة سنةً على نشر كتاب الهشاشة الخيرية. تغير الكثير، على امتداد هذه السنوات، سواءً في فكري أو في العالم الفلسفي الواسع. بالنظر إلى فكري الخاص، زودني التزامي المتزايد بالأخلاق الرواقية واهتمامي المتعاظم بقضايا الفلسفة السياسية بمنظور جديد إلى بعض المواضيع الأخلاقية التي نناقشها هنا. في غضون ذلك، تحوّل الاشتغال على الفكر الأخلاقي في اليونان القديمة بصورة متعاظمة إلى واجهة مركزية في الفلسفة الأخلاقية الأوروبية القارية والأنجلو- أميركية، بعدما كان حكرًا على جامعة صغيرة من الاختصاصيين. هذه الدراسات غير متجانسة وتستدعي نماذج إغريقيةً لتدعيم عدد من المواقف المتباينة التي أعترض على بعض منها بشدة. وعليه، بالرغم من أنني لم أدخل تغييرًا على النص في النشرة الجديدة، تمنحني هذه المقدمة فرصةً سانحةً لتطعيم كتاب الهشاشة الخيرية بآرائي الجديدة حول هذه المسارات وحول الطرق التي تؤثر بها على موقفي الراهن من الكتاب
تفرغ كتاب الهشاشة الخيرية لفحص دور تعرض الإنسان للحظ في الفكر الأخلاقي الذي تبناه الشعراء التراجيديين وأفلاطون وأرسطو. وبالرغم من أن النص قد لفت بعض الانتباه إلى دور الحظ في تكوين الفضيلة أو الطبع الجيد (good character) فقد انكب بوجه خاص على الهوة التي تفصل بين الشخص الجيد وبين المبادرة إلى التمتع بحياة متفتحة وبحياة تتضمن سلوكًا أخلاقيًا في المقام الأول. (وعليه، يجب علينا أن نعتبر أن «الخيرية» (goodness) الواردة في العنوان تشير إلى «الخير الإنساني» (human good) أو إلى السعادة (eudaimonia) بدل أن تحيل إلى «خيرية الطبع» (goodness of character). كان سقراط قد قال في عبارة مشهورة إن الضرر لا يلحق الإنسان الخير قاصدًا بذلك أن كل ما يساهم بصورة مجدية في قيادة حياة مزدهرة يظل في مأمن ما دامت الفضيلة في مأمن. أعتبر أن حكمه كان علامةً على مرحلة موجودة داخل سياق سجالي ومقلق حول الدور الأخلاقي الذي لعبه الحظ، وهو الجدال الذي استمر في أثينا على امتداد القرنين الخامس والرابع قبل الميلاد، وضم مشاركة الشعراء والفلاسفة معًا. عندما هاجم سقراط دور الحظ في فكر الشعراء التراجيديين عبَّد الطريق أمام هجوم أكثر شموليةً شنه أفلاطون وأمام محاولة أرسطو المعقدة للمحافظة على بعض عناصر الصورة التراجيدية، أثناء إعادة الاعتبار إلى موقف سقراط.
وبالرغم من أن الحكم الذي أصدره سقراط قد حظي ببعض الأنصار، فإن مثل هذا الرأي يتطلب إعادة تفكير جذرية في عناصر الحياة المتطلعة إلى التفتح والسعادة (eudaimonia) سنغض الطرف عن مجموعة من عناصر الحياة التي نعتبر عادةً أنها لازمة في السعادة. ذلك أنه من الصعب علينا أن ننكر أن ملكة الاشتغال كمواطن وأن الأنشطة التي تتطلبها الأصناف المختلفة من الحب والصداقة، ناهيك عن الأنشطة المقترنة بالفضائل الأخلاقية الكبرى (الشجاعة والعدل وما إلى ذلك) تستدعي شروطًا خارجيةً لا تستطيع خيرية  العامل بحد ذاته تأمينها. عندما نستبعد تلك الشروط، قد تلحق بنا الأحداث الخارجة عن إرادتنا ضررًا، بما في ذلك الضرر الأخلاقي. معنى ذلك أن الأحداث التي تخرج عن إرادتنا قد تؤثر سلبًا أو إيجابًا على سعادتنا أو نجاحنا أو ارتياحنا، وقد تؤثر علاوةً على ذلك على جوهر العناصر الأخلاقية في حياتنا: سواءً بادرنا إلى التصرف وفق العدالة في الحياة العامة وسواءً كنا قادرين على حب إنسان آخر والعناية به أو ظفرنا بظرف مناسب للتصرف بشجاعة. وهكذا، بصرف النظر عن مسألة دور الحظ في تحويلنا إلى حكماء أو إلى شجعان أو عادلين في المقام الأول، لا مراء في أنه يحظى لأول وهلة بدور أخلاقي هام في تأهيلنا أو عدم تأهيلنا للتصرف على نحو فاضل، وهو ما يقود بعد ذلك إلى حياة ممتلئة. وقد تبين للشعراء ولبعض الفلاسفة على الأقل أنه يصعب عليهم أن ينكروا أن الشخص الذي أصبح عاجزًا بعد مرض طويل شوهه أو أن الشخص الذي ألقي به في غياهب السجن وخضع للتعذيب، أو أن المرأة التي سباها الأعداء وبيعت في سوق النخاسة، قد جردوا على الأقل من بعض العناصر الدالة على تفتح الإنسان. هؤلاء الناس ليسوا تعساء فحسب: إذ إنهم لا يقومون بالأعمال ولا يتبادلون الأشياء التي تكفي لتحصيل حياة إنسانية خيرة بالكامل
عندما نعتبر أن الحياة المتفتحة تتطابق مع الحال الفاضل للطبع، أو مع بعض الأنشطة، وبوجه خاص مع التأمل العقلي الذي يبدو أن إنجازه لا يتأثر كثيرًا بالظروف الخارجية، قد نتمسك بالقول إن الإنسان الجيد لا يمكن تجريده من صيرورة التفتح. بيد أن مثل هذه الآراء الضيقة حول التفتح كانت ولا تزال موضوع مساجلات عنيفة. يرى أرسطو أننا عندما نستثني الأصدقاء مثلًا من صيرورة التفتح، رغم حرصه الشديد على الاستقرار، فإننا نترك الكائنات البشرية عرضةً لحياة بلغت درجة بؤس لا تستحق أن يحياها أحد.
لا يجادل أحد في أن مواجهة الحظ كانت موضوعًا جوهريًا في الفلسفة الإغريقية بعد أرسطو، بالرغم من أن ذلك المنحى الذي اتخذته الأخلاق الهيلينستية يحتاج إلى فحص أكثر شموليةً. غير أن المسألة التي لم تحظ باعتراف واسع ترتبط بمعرفة المدى الذي كان يشارك فيه أفلاطون وأرسطو اهتمام الشعراء التراجيديين بدور الحظ في تشكيل الحياة التي يبادر البشر إلى عيشها، على اعتبار وجود خيوط اتصال كثيرة بين الشعراء والفلاسفة. وقد كان الحافز الرئيسي الذي دفعني إلى هذا الكتاب هو هاجس تغطية وجوه الاتصال هذه والمحاور التي كانت تدور حولها. وقد بدا لي أن تقسيم المهن في الحياة الحديثة قد صرف ذهننا عن استحضار حقيقة بديهية، وهي أن الشعراء التراجيديين في أثينا القرنين الخامس والرابع قبل الميلاد كانوا يعتبرون مصادر كبرى في النظر إلى الأخلاق. وقد ظهر الفلاسفة آنذاك في صورة منافسين لهم، ولم يكونوا مجرد زملاء في أقسام تخصص مقابلة. وقد كانوا يتنافسون شكلًا ومضمونًا في انتقاء استراتيجيات كانت قادرة، على ما يبدو، على أن تُظهر للطلبة أصناف الوقائع بخصوص العالم التي يعتبرون أنها صحيحة. وعليه، فإن الجدال بشأن تلك الاستراتيجيات والمؤهلات التي تتوجه إليها كان محورًا ثانويًا في الكتاب. وقد تمسك الشعراء التراجيديين بالقناعة التي تفيد أن العواطف الجياشة التي تنطوي في المقام الأول على الشفقة والخوف كانت مصادر المعرفة بخصوص الحياة الإنسانية الخيرة، وهي القناعة التي تجلت كذلك في اختيار أشكال التعبير الأدبية. أنكر أفلاطون ذلك، بعدما بلور منظورًا إلى المعرفة الأخلاقية يستبعد العقل قدر المستطاع عن التأثيرات المزعجة الوافدة من الحس والعاطفة. وقد عاد أرسطو، كما زعمت ذلك، على الأقل إلى بعض ألمع الشعراء التراجيدييين، سواءً بشأن التأثير السلبي الذي تحدثه الكارثة في تفتح الإنسان والقيمة الأخلاقية التي تكتسيها العواطف في إخبارنا بدلالة مثل تلك الانقلابات.
كانت المناقشات حول الهشاشة والحظ غائبة بصورة مستغربة داخل فلسفة الأخلاق المعاصرة إبان نشر كتاب الهشاشة الخيرية، بالرغم من أهميتهما الثابتة. وهكذا، تبين لي أن تغطية المناقشات الإغريقية تساهم في المعرفة المعاصرة بتخصص الأخلاق. قلّ من يعتقد اليوم أننا نعيش داخل عالم منظم وفق عناية قبلية لغاية تحقيق الخير العام؛ بل قلّ من يعتقد في خضوع الحياة الاجتماعية البشرية لغاية الوصول إلى الكمال الأقصى. فضلًا عن ذلك، كان يبدو لي ولا يزال أننا لم نتوسع كثيرًا في استقصاء النتائج الأخلاقية المعاصرة التي تجيز القول إننا نحيا داخل عالم لا يبالي في جزء عريض منه بتطلعاتنا. كان القصد من كتاب الهشاشة الخيرية هو تقديم الخطوات الأولى على طريق هذا الاستقصاء.
ومع ذلك، أنا أؤيد أغلب حجج الهشاشة، التأويلية منها والجوهرية. أنا أعتقد مثلًا أن التصور الأرسطي للكائن البشري وللرؤية العملية يحظى بأهمية بالغة في الفكر الأخلاقي والفكر السياسي المعاصرين؛ وأنا أعتقد أن تصوير تعدد الخيرات والصراعات في ما بينها، على النحو المألوف لدى الشعراء وأرسطو معًا، تزودنا بأفكار لا تزال غائبة في قدر لا يستهان به من التفكير الاجتماعي المعاصر. ولكن اشتغالي المتزايد على الأخلاق الرواقية جعلني أنظر إلى عدد من موضوعات الكتاب السابق بعيون جديدة، لا سيما في ما يتعلق بطبيعة العواطف ومفهوم الكائن البشري. أثناء ذلك، قادني الاهتمام بالفلسفة السياسية إلى إعادة التفكير في نسبة من قضايا الهشاشة، بما في ذلك الدلالة الأخلاقية لتعدد الخيرات والهشاشة في الحياة البشرية أمام البخت وطبيعة الصداقة. تناقش الفقرتان الثانية والثالثة من هذه المقدمة هذه التأويلات الجديدة لهذه القضايا واستئناف التفكير فيها
أحتاج الآن إلى أن أصرِّح اليوم جهارًا بما أعتبره بديهيًا في الهشاشة، وهو التأثير الواسع الذي مارسه الفكر الأخلاقي الإغريقي القديم على الفلسفة الأخلاقية المعاصرة. بوجه خاص، أرغب في أن أنأى بالنفس عن كل صور اللجوء إلى الإغريق من أجل الدعوة إلى رفض اعتماد التنظير المنهجي في فلسفة الأخلاق أو إلى رفض تطلع الأنوار إلى إقامة حياة اجتماعية تنبني على العقل. بكل بساطة، لم تكن هذه البدائل مطروحةً للنقاش قبل خمس عشرة سنة. وكل من وسم موقفي بسمة «العداء للنظرية» قد جانب الصواب، لأن موقفي يهدف في الحقيقة إلى تمالك الإغريق، بما أنهم متحالفون مع نسخة موسعة من الليبرالية المتنورة. تنكب الفقرتان الرابعة والخامسة من المقدمة على هذه القضايا: تركز الفقرة الرابعة على ظهور «العداء للنظرية» والعداء للعقل في خضم الفكر الأخلاقي المؤخر. وتسلط الفقرة الخامسة الضوء على نزاع حاد بشأن الإجابة المناسبة على الكوارث التراجيدية.
إن المحور الذي غلب على كتاب الهشاشة الخيرية، وكما اقترحت ذلك، كان يتعلق بالدور الذي تلعبه العواطف في إخبارنا بالقضايا التي تحتل دلالةً أخلاقيةً. أتحدث باستمرار عن الوظيفة المعرفية التي تشغلها العواطف، بالرجوع إلى الشعراء التراجيديين وإلى محاورة أفلاطون فايدروس وإلى آراء أرسطو في فلسفة الأخلاق؛ ولكنني ذكرت القليل في تعريف العواطف. وعندما نعكف على تقديم تحليل جيد للعاطفة سنجد قدرًا كبيرًا من الاختلاف بشأن المسألة التي طرحتها؛ يظهر الدور المعرفي للعواطف أقرب إلى الصواب من أخرى في بعض التحليلات المنصبة على العواطف. وقد تحوّل التفكير في العواطف إلى محور مركزي في إنتاجي الموالي. تأثرت آرائي تأثرًا بالغًا بتفرغي خلال عدد من السنوات الفاصلة لدراسة الفكر الأخلاقي والسياسي لثلاث مدارس هيلينيستية أساسية: الأبيقورية والشكِّية والرواقية. كانت الرواقية هي المدرسة التي حظيت، من بين هذه المدارس، بأهمية بالغة في تطور آرائي بخصوص العاطفة. أظن أن الرواقية تزودنا بلب المسألة الذي نحتاج إليه، إذا ما شئنا التدليل على صواب الفكرة التي ترى أن العواطف تفصح عن واقعة أخلاقية
بعدما ادعى الرواقيون أن العواطف صور من الحكم التقويمي الذي يخلع دلالةً كبرى على الأشياء والأشخاص الذين لا يحتكمون لإرادة الفاعل، انتقلوا إلى القول إن كل هذه الأحكام خاطئة، وبأننا مطالبون بالإقلاع عنها قدر المستطاع. أتخلى في الأخير عن المنظور المعياري في صورته البسيطة، حتى ولو كنت أعتقد أنه لا يزال قادرًا على العطاء في مجالات التعلق الأهوج بالمال والشرف والمنزلة
بيد أن الدراسة التي قامت بها الرواقية للعواطف بما هي أحكام قيمة مستقلة عن أطروحاتها المعيارية. وأعتقد، بعد إدخال تعديل مناسب عليها، أنها قد تصبح منطلق فحص فلسفي معاصر للعواطف. وحتى أفي بالمراد، أشير إلى أن النظرية الرواقية تحتاج إلى ثلاثة أصناف أساسية من التعديل. تحتاج أولًا إلى فحص صائب للعلاقة بين عواطف الراشد وعواطف الأطفال والحيوانات من غير الآدميين. (وقد أنكرت الرواقية بصورة غير مقبولة على الأطفال والحيوان وجود العواطف). وعندما نطوِّر هذا الفحص، سيقودنا إلى توسيع التحليل المعرفي لدى الرواقية ليشمل مجالًا واسعًا من أصناف المعرفة، على غرار الإدراكات والمعتقدات غير اللغوية. وتحتاج النظرية ثانيًا إلى فحص جيد للتغير الثقافي الذي تعرفه العاطفة. لقد أثبتت الرواقية بما لا يدع مجالًا للشك ما هو المدى الذي تستبطن فيه المعايير الاجتماعية داخل هندسة عواطفنا؛ لكن الرواقية اعتقدت أن المعايير الضرورية متماثلة في جوهرها في كل المجتمعات، ولذلك لم تبد عنايةً خاصةً بالفروق الدقيقة في ما بينها. وفي الأخير، تحتاج نظرية الرواقية إلى تأريخ وراثي لكيفية نشوء عواطف الراشد من العواطف الأصلية في الصبا والطفولة. يعقد التأريخ الوراثي النظرية من وجوه متعددة، ملمحًا إلى أن عواطف الراشد تحمل عادةً آثار الخبرات القوية المبكرة التي تنطوي على مشاعر متناقضة ومزعجة تجاه الأشياء المحبوبة
إذا ما تبنى المرء نسخةً من النظرية الرواقية في العاطفة، ولو بعد إدخال تعديل عميق عليها، يحتاج نتيجةً لذلك إلى الاعتراف بأن التوجيه الذي تمليه العواطف قد يكون أحيانًا حسنًا وأحيانًا قبيحًا من الزاوية الأخلاقية. إن العواطف تحظى بالثقة بقدر ما تحظى بها المادة الخام الثقافية التي صنعت منها. يستدعي النقد الفلسفي الجيد للمعايير الثقافية نقد العواطف التي نتعلمها ثقافيًا. تنطبق هذه النقطة الهامة بالمثل على نظرية العاطفة لدى أرسطو، ولو أنه لم يؤهل الاقتناع لأداء أي دور في العاطفة، على خلاف ما فعلت الرواقية. وعليه، استحق هذا المشكل أن يخرج للعيان في الهشاشة بصورة أكثر استفاضةً مما كان عليه الأمر. يلوح لي أن هاجس الدفاع عن إمكان أن تشغل العواطف وظيفةً معرفيةً بصورة عامة قد قادني إلى المبالغة في الإلحاح على الحالات (مثل حالة العاشقين في محاورة) حيث كان تأثير العواطف حسنًا. كان علي أن أعترف بصورة أقوى بصحة الحكم الذي نطق به أفلاطون ويفيد أن العواطف قد تعزز الذهن لتبني أخطاء رسخها الموروث الثقافي
بينما يطرح المنظور الرواقي على كل من اطمأن إلى تحكيم العاطفة في توجهه بعض المشاكل، يحمل كذلك بارقة آمال في التنوير الاجتماعي، وهي آمال أهملتها على الأقل بعض النظريات الأخلاقية، مثل نظرية كانط التي مالت إلى اعتبار العواطف عناصر غير ذكية نسبيًا داخل الطبيعة البشرية. إذا لم يكن التغيّر سهلًا، كما يوحي بذلك المنظور الرواقي، فإنه بإمكان الشخصية ككل أن تصبح شخصيةً متنورةً، بفضل محاربة أحكام القيمة كما تظهر في الغضب غير العاقل وفي الكراهية. وقد أعلن أرسطو عن أمل مماثل أثناء فحص العاطفة؛ بالفعل، إن رأيه الذي يفيد بأن العاطفة السليمة جزء لا يتجزأ من الفضيلة يؤدي إلى أن الفاعل قد يبلور عواطف فاضلةً، بعد أن تعلم كيف يشعر بالغضب تجاه الشخص المعني بالأمر وليس تجاه الشخص الخاطئ وفي الوقت الخاطئ، وهلمَّ جرًا
كان أرسطو بالتأكيد متفائلًا أكثر من اللازم بخصوص مدى التغيّر الذي قد تتعرض له العواطف بعد أن اكتسبت مبكرًا. ذهبت الرواقية إلى أنه يصعب تغيير العادات المتجذرة في العمق، وتزداد الصعوبة إذا ما تبين أنها راسخة في أعماق البنية التحفيزية للشخصية. لقد ادعيت في أن سينيكا كان أفضل من أرسطو في بعد النظر، حينما زعم أن الصراع ضد الغضب يحتاج إلى الحذر على امتداد الحياة. بالمقابل، كانت آراؤه بخصوص الحب الشهواني كثر تعقيدًا: لقد أكد في مسرحياته التراجيدية، وليس في كتاباته الفلسفية، على قدرة الحب على الإفلات من تدخل الأخلاق ووجد في تلك الطاقة غير الأخلاقية مصدرًا محتملًا للجمال وللخطر، سواءً بسواء. تشير الدراسة التي قمت بها مؤخرًا لجذور العاطفة في الصبا والطفولة إلى مبررات إضافية تفترض أن العواطف البدائية قد تطرح عقبات أمام تكوين طبع فاضل. ومع ذلك، فإن تبني نظرية العاطفة في توجهها المعرفي يضع معالم في طريق تقدم العلاقات الاجتماعية، وهو الأمر الذي لن يظهر بوضوح إذا ما نظرنا إلى العواطف على أنها مجرد اندفاع وضغط خاليين من فعل قصدي ممتلئ أو من مضمون معرفي. ينبغي لنا أن نعلم أن الهدف الصحيح الذي يسعى إليه المجتمع العادل، مثلًا، لا يكتفي بإلغاء الحقد العنصري؛ إنه الاختفاء الكامل لمثل هذه العاطفة، وهو ما يتحقق بفضل إقامة حوار عمومي وخصوصًا بفضل تربية عمومية بوجه خاص تلقن الاحترام المتبادل بين كل المواطنين
على هذا النحو، عندما نحسن التفكير في ماهية العواطف، يساعدنا ذلك على الدفاع بصورة أفضل عن الأطروحة العامة الواردة في الهشاشة بشأن الوظيفة المعرفية التي تؤديها العاطفة. وهي تكشف شيئين مختلفين على المدى الطويل: تكشف عن بعض المجازفة التي نركبها عندما نثق في توجيهاتها وتكشف كذلك بالمقابل عن بعض الآمال التي لم نكترث بها سابقًا في التقدم الشخصي والاجتماعي
لم يركز كتاب الهشاشة الخيرية على القضايا السياسية، بالرغم من أن دور الحظ في قدرتنا على التصرف كمواطنين كان من بين مواضيع الكتاب. ولكن الموضوعات الأخلاقية الواردة في الكتاب قد انعكست بصورة هامة على الفكر السياسي. بوجه خاص، حظي المنظور الأرسطي للكائن البشري بوصفه كائنًا قادرًا ويشكو من الهشاشة وفي حاجة إلى تعدد غني في أنشطته الحياتية (وهو تصور استقاه بطرق مختلفة من الشعراء التراجيديين) بأصداء واسعة في التفكير المعاصر في الرفاهية والتقدم. وبما أنني قد قضيت بعضًا من هذا الوقت الفاصل في تتبع تلك المخلفات، وبما أنني هنا كذلك أنظر الآن إلى هذه القضايا بعيون جديدة بالكامل، نتيجة التزامي بالعمل على الأخلاق الرواقية، يبدو لي أنه من الأفضل أن أوضح وجوه التطور هذه، بالرغم من أن خلاصة الحكاية قد تظهر صلةً ضعيفةً بالبناء الحجاجي القائم على الهشاشة. وما يجب أن يظهر هو وجود استمرارية أكبر مما يبدو للعيان لأول وهلة بين كتاب 1986 وانشغالاتي السياسية الراهنة
إن الفكر السياسي الحديث قد تملّك الفكر الأرسطي بطرق كثيرة مختلفة. حتى ولو اقتصرنا على أفكاره حول القدرة الإنسانية وآليات الاشتغال، كانت هذه الأفكار عصب البحث في نسبة قليلة من المشاريع المختلفة: الآراء الكاثوليكية الاجتماعية – الديمقراطية لدى ماريتان، الآراء الكاثوليكية المحافظة لدى جون فينيس، وجيرمان كريزي، الجماعاتية الكاثوليكية لدى ماك إنتاير، الماركسية الإنسانية لدى ماركس الشاب ولدى أتباعه المتأخرين في الفكر الماركسي؛ التقليد البريطاني الاجتماعي – الديمقراطي، كما يظهر في أعمال كرين  وأعمال باركر يحق لكل هؤلاء المفكرين أن يستشهدوا بأرسطو لتدعيم آرائهم؛ ويعود السبب في ذلك جزئيًا إلى أن أرسطو كان واسع الأفق بصورة غير عادية وإلى أنه كان أحيانًا مفكرًا سياسيًا متضاربًا باطنيًا في فكره
خلال اثنتي عشرة سنةً الماضية توجهت إلى أرسطو من أجل بلورة نظرية سياسية ونظرية في الأسس الأخلاقية للتنمية الدولية التي تشكل وجهًا من وجوه الليبرالية الاجتماعية- الديمقراطية، في ارتباطها القوي بآراء ماريتان وكرين وباركر. بينما كنت مهتمةً في بعض الأحيان بالتأويل المحايث للنص، كنت أهدف بالأساس إلى تطوير وجهة نظري الخاصة التي تحيد عن أرسطو من جوانب متعددة، سواء في اتجاه الليبرالية أو النسوانية، بالرغم من أن آرائي ظلت أرسطيةً في روحها. وقد دافعت عن الفكرة التي تفيد أن فحص بعض القدرات الإنسانية المركزية يزود المخططات السياسية بهدف جوهري، كما بادرت إلى ذلك بالتعاون مع عالم الاقتصاد أمارتيا سين مع وجود فرق، وهو أنني بلورت مقترحًا سياسيًا مستقلًا عن معيار الاستعمال المقارن للقدرات لدى سين: يتجلى الهدف الجوهري في تأمين حد أدنى ضروري للعدالة الاجتماعية ويجب على المواطنين أن يضمنوا عتبةً دنيا من هذه القدرات، بصرف النظر عما يمتلكونه. يمكننا كذلك أن نستثمر القدرات، على سبيل المقارنة، مؤشرًا على جودة الحياة في الأمم المختلفة
لقد أكدت على امتداد السنوات بصورة متزايدة على أهمية احترام التعددية والخلاف المعقول بخصوص القيمة العليا ومعنى الحياة. وقد ارتأيت بأنه من الواجب على السياسة أن تقتصر على إظهار القدرات بدل التركيز على آليات الاشتغال الفعلية، أملًا في أن تنفتح أمام المرء خيارات تحمله على الاستمرار في نفس الوظيفة أو في عدم الاستمرار فيها؛ وبذلك اختلفت مع أرسطو لسبب معقول، وهو أنه كان يعتقد أن السياسة ملزمة بتعزيز الاشتغال الفعلي في إطار تصوّر شمولي ووحيد للحياة الإنسانية الجيدة أو العيش الكريم.  فضلًا عن ذلك، يجب علينا أن نحقق هذا الأمل على نحو يفتح مجال خيارات متعددة للدين ولأشكال الحياة الشمولية الأخرى. بعبارة أخرى، إن منظوري الأرسطي – وهو مشابه لمنظور ماريتان ويختلف عن منظورات مماثلة أخرى داخل هذا التقليد- وجه من وجوه «الليبرالية السياسية»، وأعني بذلك ليبراليةً تعترف بأهمية احترام الطرق المختلفة للحياة، بما في ذلك الأشكال المعقولة غير الليبرالية. وقد تأثر مذهبي الأرسطي خلال هذا المسار بصورة متزايدة بأفكار جون راولز وكانط. يوجد وجه آخر حملني على الخروج عن أرسطو، وهو تركيزي في صلب البحث النظري والعملي على ظروف النساء في الدول النامية وعلى كفاحهم من أجل المساواة. ولا تستحق آراء أرسطو في النساء فحصًا جديًا، حتى ولو لم يكن يهدف إلا إلى إبراز اباطيلهم.
وكما اشتغلت على هذه الأفكار وركزت عليها وتابعت تطوير جوانب أرسطو التي جعلتها الهشاشة قطب الرحى: حينما أبرز أن الكائنات البشرية ضعيفة وفاعلة في ذات الوقت، وأكد حاجتها إلى تعددية الوظائف، وهي تعددية غنية ولا تعوَّض وحرص على إبراز دور الحب والصداقة في العيش الكريم. ولكن انشغالي مرةً أخرى بآراء الرواقية كان حاسمًا. من يدرس الرواقية ينتبه بجلاء إلى بعض العيوب الكبرى في فكر أرسطو. ونظرًا إلى أن هذه العيوب غائبة لدى المفكرين الرواقيين الذين كانت حياتهم تتقاطع مع حياة أرسطو (وبصورة مبكرة أكثر لدى المفكرين الكلبيين)

## نقد وتعليقات
كتب باتريك أوسوليفان - جامعة كانتربري - كرايستشيرش – نيوزيلندا: «وبعد مرور أكثر من خمسة عشر عامًا على ظهوره لأول مرة ، لا يزال هذا العمل موضع اهتمام النقاد الأدبيين والفلاسفة والمؤرخين الفكريين على حدٍ سواء. سيجد الكثيرون الاختلاف في الرأي بين أغلفتها ، لكن هذا لا ينبغي أن يحجب القيمة التي تحملها. لأنه سيكون هناك الكثير لتحفيز المزيد من التفكير الجدير بالاهتمام في مجالات البحث العلمي التي غالبًا ما تكون معزولة بشكل تعسفي عن بعضها البعض. تكمن أهمية عمل نوسباوم في إظهار بعض الفوائد التي يمكن اكتسابها من المعالجة الموحدة لهذه المجالات أكثر مما يسمح به عادة التخصص الأكاديمي المفرط. على الرغم من المحاذير المختلفة ، لا يزال لدى كتاب نوسباوم الكثير لتقدمه».
كتب جون إم كوبر: «فاز كتاب مارثا نوسباوم الجديد غير العادي بالكثير بالفعل: إعجاب القراء، وامتدت جاذبيته إلى ما هو أبعد من الفلاسفة ومؤرخي الفلسفة اليونانية، وطلاب الآداب القديمة والحديثة والمنظرون الأدبيين ومؤرخو الثقافة. وقد قرأها الآخرون - مع التقدير - ولكن ربما، على وجه الخصوص المهتمين بالعديد من مجالات العلوم الإنسانية الذين يهتمون في الوقت الحاضر مع مكانة الفلسفة في ثقافتنا»، وتابع الكاتب قائلاً: «نوسباوم طموحة بشكل غير عادي، وتسعى باستمرار إلى الربط بين النصوص الشعرية والفلسفية اليونانية القديمة على حد سواء لبعضها البعض وللنظرية الأخلاقية المعاصرة والمشاكل الشخصية من الحياة في أواخر القرن العشرين - والقيام بذلك في مجموعة متنوعة من الأدبيات بأساليب تهدف إلى الجمع بين القيم الفلسفية لوضوح الجدل والتأمل متعدد الجوانب مع الحيوية والاستجابة العاطفية للفن الأدبي»، ويتابع: «مع قراءة كتاب» هشاشة الخير«يجد المرء أنه من السهل عدم الالتفات المناسب لحقيقة أن هذه أولاً وقبل كل شيء دراسة علمية لنصوص مختارة من المأساة والفلسفة اليونانية في القرنين الخامس والرابع. ومع ذلك، هذا هو ما هو عليه، وقيمة الكتاب تعتمد بشكل حاسم على الجودة وقبول التفسيرات التي يقدمها لهذه النصوص، لا سيما نصوص أفلاطون وأرسطو، لأن نوسباوم وعلاقاتها بهؤلاء اختارت المآسي التي تناقشها. هل تعتبر هذه التفسيرات كتبت بعناية ؟ هل يتم دعمهم جيدًا من خلال الاستخدام المناسب للنص؟ إذا لم يكن الأمر كذلك، فقد تم الحصول على آثار فضائل الكتاب فقط من خلال أخطاء فادحة في العلم، إذًا يجب أن يؤثر ذلك بشدة».
كتب ديفيد روشنيك في "مجلة تاريخ الفلسفة" المجلد 26 - العدد 2 - أبريل 1988: "هشاشة الخير كتاب مهم. خلال هذا العمل الضخم، الذي تتعلق أقسامه الثلاثة الرئيسية بالمأساة، أفلاطون وأرسطو، تستكشف مارثا نوسباوم سؤالًا مركزيًا واحدًا: إلى أي مدى تكون الحياة البشرية الجيدة عرضة لحالات الطوارئ في العالم الخارجي (والداخلي)؟ في المقابل، إلى أي مدى يمكن للعقل البشري أن يحمي الحياة من الضعف الذي تسببه مثل هذه الصدفة؟ إن عمل نوسباوم يستحق الثناء عليه. إنها توضح ، أولاً وقبل كل شيء، كيف يمكن للنصوص اليونانية الكلاسيكية أن تكون مفيدة بقوة لحياتنا اليوم كما كانت من قبل. كتابها هو نموذج لكيفية استخراج هذه النصوص من أيدي المتخصص وجعلها في متناول القارئ العام دون فقدان الدقة العلمية. وبالتالي يجب أن ينشط عملها كل موضوع من الموضوعات الثلاثة الرئيسية التي تعالجها. وبشكل أكثر تحديدًا ، يوضح نوسباوم أهمية المأساة الكلاسيكية للفكر الأخلاقي. من خلال قراءتها لأجاممنون وأنتيجون وهيكوبا ، أظهرت بعناية أن رؤية العالم المأساوي هي رؤية متماسكة غنية بالأهمية الفلسفية. إنها تجبرنا على التساؤل ، للمفارقة تقريبًا ، عما إذا كنا قد لا نجد في تعرضنا المأساوي لعالم خارج عن سيطرتنا العقلانية المصدر الحقيقي لجمال الإنسان.

## وصلات خارجية
https://bmcr.brynmawr.edu/2002/2002.10.06/ هشاشة الخير: الحظ والأخلاق في التراجيديا اليونانية وفي الفلسفة
https://bmcr.brynmawr.edu/2002/2002.10.06/ هشاشة الخير: الحظ والأخلاق في التراجيديا اليونانية وفي الفلسفة
https://www.youtube.com/watch?v=tWfK1E4L--c هشاشة الخير: الحظ والأخلاق في التراجيديا اليونانية وفي الفلسفة